# Admonish
Admonish är ett svenskt unblack metal-band bildat 1994.

## Medlemmar
Nuvarande medlemmar
- Emanuel Wärja – gitarr, sång (1994–)
- Martin Norén – sång (1998–)
- Robin Svedman – trummor (1999–)
- Emil Karlsson – gitarr (2003–)
- Jonas Karlsson – basgitarr (2003–)

Tidigare medlemmar
- Mattias – basgitarr (?–1999)
- Andre – trummor
- Per Sundström – gitarr, trummor (?–1999)
- Marcus – keyboard (1994–?)
- Samuel – sång, keyboard (1995–?)
- Joakim Simonsson – keyboard (1998–1999)
- Joel – gitarr (2002–2003)

Turnerande musiker
- Samuel – gitarr (2003)

## Diskografi
EP
- 2005 – Den yttersta tiden
- 2007 – Insnärjd